# Protocolos de París
Los Protocolos de París fueron un acuerdo entre la Alemania nazi y la Francia de Vichy negociado en mayo de 1941. Aunque no se ratificaron, los protocolos se implementaron. El almirante François Darlan representaba a los franceses y el embajador alemán en Francia, Otto Abetz, representaba a los nazis. Los Protocolos de París otorgaron a los alemanes instalaciones militares en Siria, Túnez y el África Occidental Francesa. A cambio, los costos de ocupación para los franceses fueron reducidos (de 20 millones a 15 millones de Reichsmarks por día), el regreso de unos 6.800 expertos franceses de los campos de prisioneros de guerra y la reducción de las restricciones entre la "Francia ocupada" y la "Francia no ocupada".
Los Protocolos de París se consideran el punto culminante de la colaboración francesa con los nazis. Pero Darlan quería condiciones aún mejores y, en última instancia, los protocolos caducaron.